# Estadio de Tánger
El estadio de Tánger, también conocido como Estadio Ibn Battouta, (en árabe: ملعب ابن بطوطة, en francés: Stade Ibn Battouta) es un estadio multiusos de la ciudad de Tánger, Marruecos. Tiene una capacidad de 68 000 espectadores sentados y en él disputa sus partidos como local el equipo de fútbol de la ciudad, el Ittihad Tanger.
El estadio fue construido para albergar la Copa Africana de Naciones 2015 que iba a celebrar Marruecos aquel año. Fue nombrado en honor al explorador medieval Ibn Battuta. Fue inaugurado el 26 de abril de 2011 con un partido amistoso entre el  equipo local de tanger IR Tanger y el Club Atlético de Madrid y otro partido amistoso entre Club Atlético de Madrid y el Raja Casablanca. La Supercopa de Francia 2011 también fue disputada en el estadio tangerino.